# توکیوق
توکیوق (به اسپانیایی: T'uquyuq) یک کوه در پرو است که در Peru, Ancash Region واقع شده‌است. توکیوق ۴٬۴۰۰ متر بالاتر از سطح دریا واقع شده‌است.